# 加藤外松
加藤 外松（かとう そとまつ、1890年（明治23年）3月1日 - 1942年（昭和17年）2月12日）は、日本の外交官。元駐フランス特命全権大使。

## 人物・経歴
富山県高岡市木町出身。1911年神戸高等商業学校（現神戸大学）卒業。高等文官試験外交官及領事官試験に合格し、1914年ニューヨーク領事官補。在フランス外交官補、外務省欧米局第二課長、在中華民国公使館一等書記官、天津総領事等を経て、1935年駐カナダ特命全権公使。1941年から駐フランス特命全権大使を務め、ヴィシー政府のフランソワ・ダルラン副首相と会談するなどして、南部仏印進駐の承認を得た。1942年官吏薨去。

## 栄典
- 1940年（昭和15年）8月15日 - 紀元二千六百年祝典記念章[10]

## 著書
- 『欧米事情：外事講習パンフレツト 1』警察協会福岡支部 1925年